# Rue du Carrousel
La rue du Carrousel est une ancienne voie du 1er arrondissement de Paris (à l'époque dans l'ancien 4e arrondissement), et englobée par la place du Carrousel. Elle faisait l'angle avec la rue de l'Échelle.

## Origine du nom
Elle est ainsi nommée car elle communiquait avec la place du Carrousel.

## Historique
Après l'attentat de la rue Saint-Nicaise le 24 décembre 1800, un vaste projet de démolition et d'aménagement des environs du palais des Tuileries est entrepris en 1808. Une nouvelle aile du palais entre le pavillon de Marsan et la place du Carrousel est construite par Pierre Fontaine et Charles Percier, ce qui entraine la disparition de la rue du Carrousel.
Une nouvelle rue ouverte en 1806 entre le Louvre et les Tuileries dans l'axe de l'arc de triomphe du Carrousel, initialement baptisée « rue Impériale », est nommée « rue du Carrousel » en 1815. Elle est elle-même supprimée lors de l'achèvement du Louvre sous le Second Empire dans les années 1850.

## Bâtiments remarquables et lieux de mémoire
- Le banquier Jean-François Frin avait des locaux dans cette rue au milieu du XVIIIe siècle[2].
- À l'angle de la rue de l'Échelle et de la rue du Carrousel se trouvait une maison dans laquelle était un second magasin, Le Petit Carrousel, où était vendu de la porcelaine blanche, composé de trois pièces à l'entresol dont deux sur le devant, une boutique et une arrière-boutique, et l'autre au-dessus de la porte cochère, deux pièces au quatrième donnant sur la rue du Carrousel, une petite cave et un caveau, le tout dépendant de la maison sise rue du Carrousel[3], appartenant au sieur Tréneau, brodeur du roi, moyennant 1 500 livres de loyer pour chacune des neuf années[4]. Le Petit Carrousel fut tenu par une dame Boutet de Monvel, épouse de Jacques-Marie Boutet de Monvel[5]. Il fut un des éphémères associés commanditaires du comte d'Artois et eut une liaison avec Marie Salvétat qui mit au monde une fille qui sera connue sous le nom de Mademoiselle Mars[6]. Dans cette maison logeait toute la famille Barthélemy. Charles Barthélemy et son frère Guy Bartélemy (mort le 2 février 1798), qui avait repris le magasin en 1780, y vendaient non seulement les porcelaines du comte d'Artois mais également celles provenant des manufactures de la Reine, des frères Chevallier, de Lefebvre, de Moitte, de Pétry, de Lemaire et de Perche[7].
- Hôtel de Brionne : le premier hôtel particulier connu sous ce nom est construit vers 1676 pour le grand écuyer de France, Louis de Lorraine (1641-1718). Puis c'est son fils, Charles de Lorraine (1684-1751) également grand écuyer de France, qui le fait reconstruire en 1734[8], sur les plans de l'architecte Robert de Cotte. Lors de la Révolution, le Comité de sureté générale, s'y installe dans la première semaine du mois de mai 1793. Il partage alors les lieux avec d'autres Comités et Commissions. Un passage couvert permettait de communiquer avec le palais des Tuileries. Le Comité l'occupe seul à partir du mois d'avril 1794 jusqu'à sa dissolution en octobre 1795[9]. Il est démoli vers 1806[8].

Hôtel de Brionne, élévations et coupes (1734)
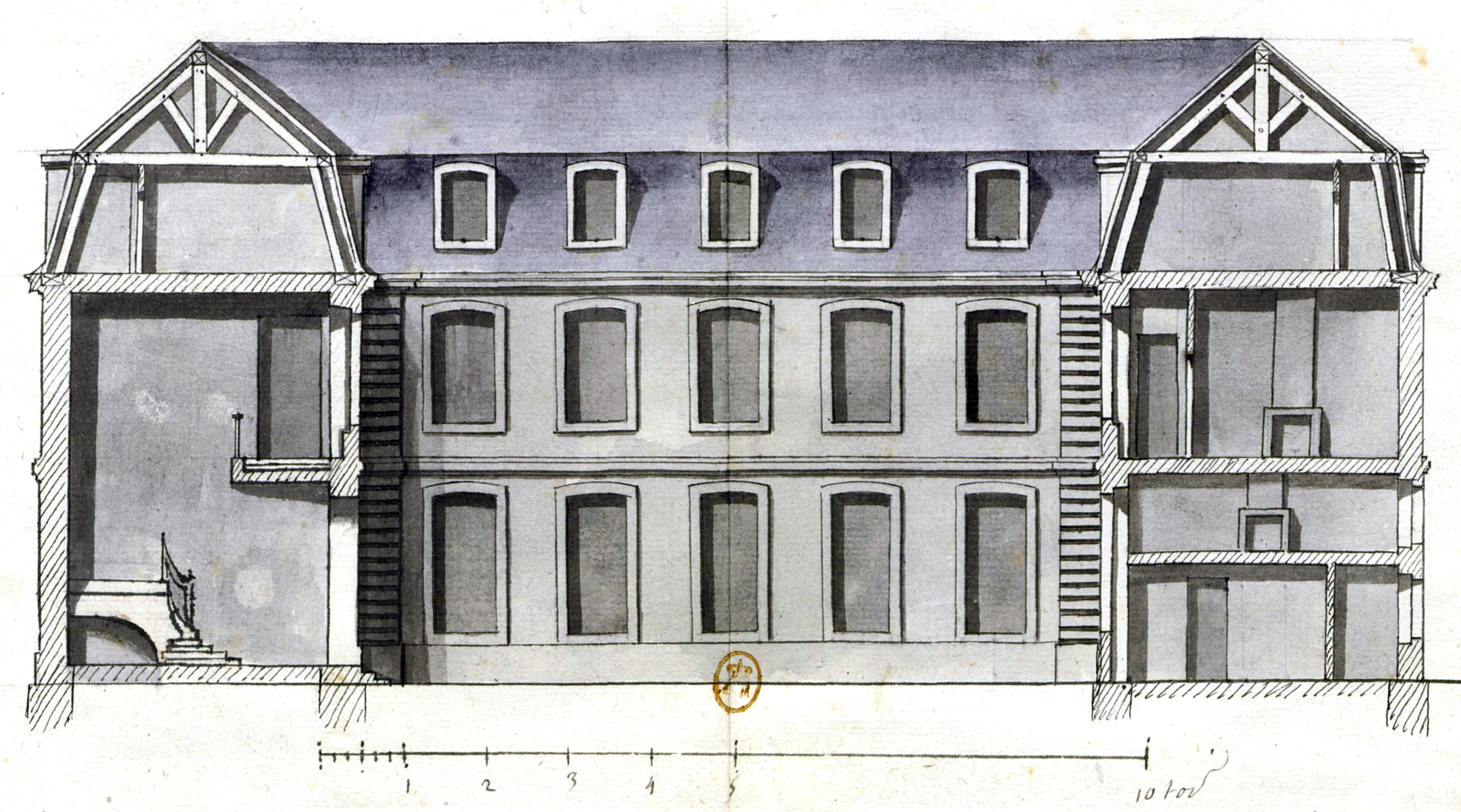
Façade côté cour.
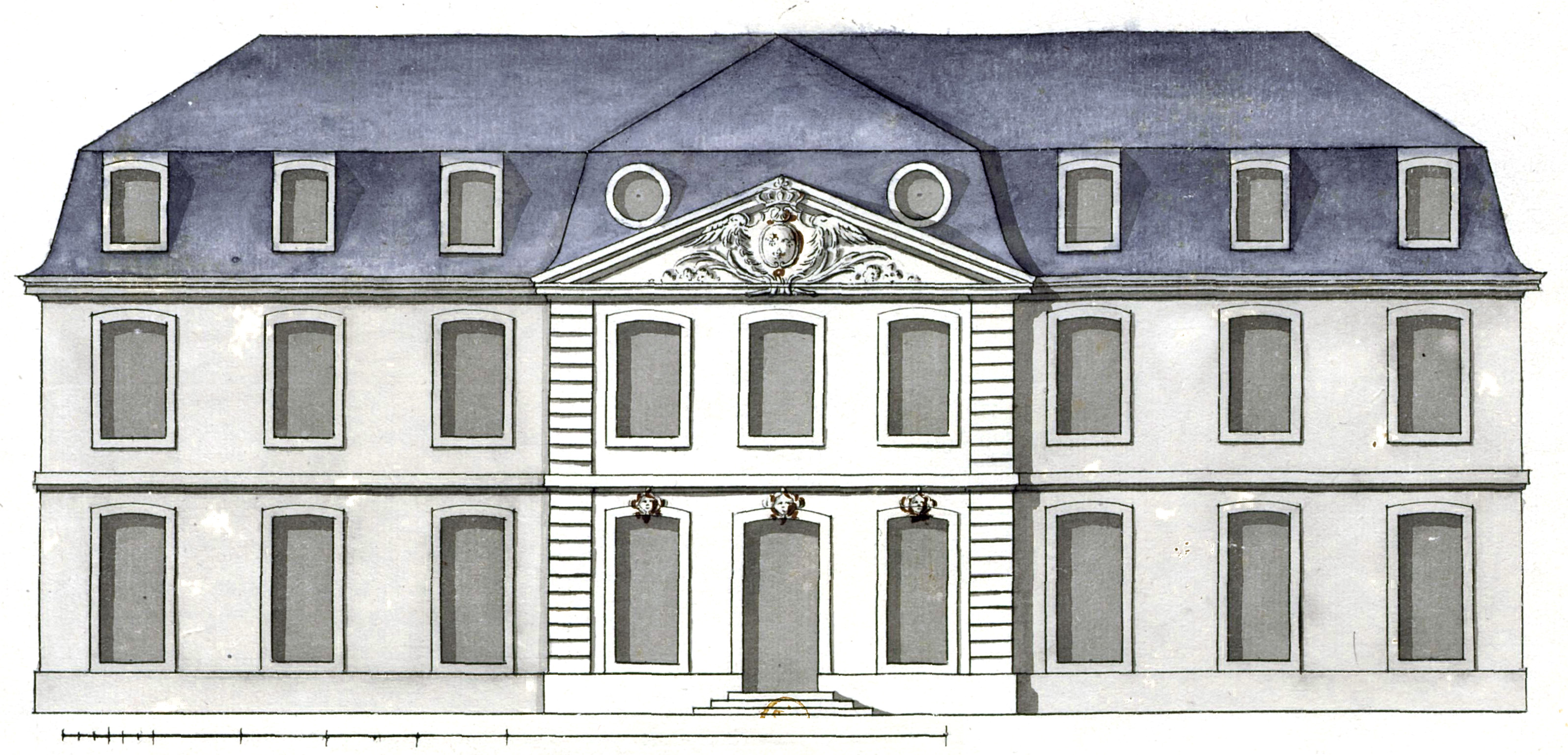
Façade côté jardin.